# Лидский, Михаил Исаакович
Михаил Исаакович Лидский (1886—1949) — русский и советский скрипач, музыкальный педагог; профессор Уральской консерватории (1934), Заслуженный артист РСФСР (1934).

## Биография
Родился 3 августа (16 августа по новому стилю) 1886 года в Петербурге (по другим данным в городе Вильно в семье рабочего-переплетчика).
В 1898 году поступил в Петербургскую консерваторию (класс Л. С. Ауэра) которую окончил в 1909 году по классу скрипки c серебряной медалью. Испытывая материальные трудности, в 1901—1903 годах совмещал учебу с работой в симфоническом оркестре под управлением Эмиля Купера.
В 1901—1919 годах работал солистом и концертмейстером Ораниенбаумского и Павловского симфонических оркестров; оркестра оперного театра при Петербургском Народном доме; Московского симфонического оркестра С. Кусевицкого; оркестра Петербургского Мариинского театра. Также выступал с сольными и камерными концертами, в том числе в составе Струнного квартета им. А. В. Луначарского (1917—1919 годы). С 1916 по 1917 годы он служил в армии на должности оркестрового музыканта в военном оркестре Москвы.
В 1919 году приглашен в Екатеринбург, где по 1945 год был концертмейстером оркестра Свердловского театра оперы и балета. Некоторое время занимался и дирижёрской деятельностью, выступив в этом качестве на сцене оперной студии Уральской консерватории в опере П. Чайковского «Евгений Онегин» и балете Р. Глиэра «Красный мак».
В 1923—1949 годах преподавал в Свердловском музыкальном техникуме, одновременно в 1934—1949 годах — в Свердловской консерватории, где с 1935 по 1942 год заведовал кафедрой оркестровых инструментов. Среди учеников — профессор Кишинёвской консерватории Михаил Унтерберг.
Умер 22 ноября 1949 года в Свердловске, похоронен на Михайловском кладбище.